# 276年
| 千纪： | 1千纪                                                                                           |
| 世纪： | 2世纪 \| 3世纪 \| 4世纪                                                                         |
| 年代： | 240年代 \| 250年代 \| 260年代 \| 270年代 \| 280年代 \| 290年代 \| 300年代                       |
| 年份： | 271年 \| 272年 \| 273年 \| 274年 \| 275年 \| 276年 \| 277年 \| 278年 \| 279年 \| 280年 \| 281年 |
| 纪年： | 丙申年（猴年）；东吴天册二年，天玺元年；西晋咸寧二年                                            |

## 大事记
- 监并州诸军事胡奋击破扰边鲜卑。
- 東吳宗室武衛將軍、京下督孫楷叛投西晉。
- 五月，晋汝阴王司马骏大败北胡，杀其帅吐敦。
- 七月,鲜卑阿罗多扰边，马循击破之，阿罗多降。
- 羅馬皇帝克勞狄·塔西佗被殺害，軍隊推出普羅布斯爲帝。

## 各国领袖

### 亞洲
- 中國
  - 西晋皇帝：晋武帝司马炎（265年－290年）
  - 孙吴皇帝：吴末帝（乌程侯）孙皓（264年－280年）
- 拓跋部 - 拓跋力微，鲜卑大人（219年－277年）
- 铁弗 - 誥升爰，鲜卑大人（272年－309年）
- 朝鲜半岛（朝鲜三国时代）
  - 百济 - 古尔王，百济王 （234年－286年）
  - 伽耶 - 麻品王，伽耶君主（259年－291年）
  - 高句丽 - 西川王，高句丽王（270年－292年）
  - 新罗 - 味邹尼師今，新罗王（262年－284年）
- 亚美尼亚- 梯里达底三世，亚美尼亚王（252年－287年）
- 伊比利亚 - Aspacures一世，伊比利亚国王（265年－284年）
- 巴克特里亞与健馱邏國- Hormizd一世（265年－295年）
- 波斯萨珊王朝 - 
  1. 巴赫拉姆一世，波斯国王（273年－276年）
  2. 巴赫拉姆二世，波斯国王（276年－293年）
- 印度笈多王朝 - 室利笈多（英语：Gupta (king)），笈多国王（240年－280年）
- 泰米尔哲罗王朝 - Perumkadungo（257年－287年）
- 西薩特拉普王朝- Rudrasen二世（256年－278年）

### 欧洲
- 罗马帝国 - 
  1. 克劳狄·塔西佗，罗马皇帝（275年－276年）
  2. 弗洛里安努斯，罗马皇帝（276年）
  3. 马库斯·奥里利乌斯·普罗布斯，罗马皇帝（276年－282年）

### 非洲
- 库施王朝 - Malegorobar（266年－283年）
- 阿克苏姆王国王朝 - Endubis（c.270－c.300年）

## 出生
- 司马睿，东晋开国皇帝（323年去世，56岁）
- 王导，东晋丞相（339年去世，63岁）

## 逝世
- 克勞狄·塔西佗，羅馬皇帝。（200年出生）